# كتف (طرق)

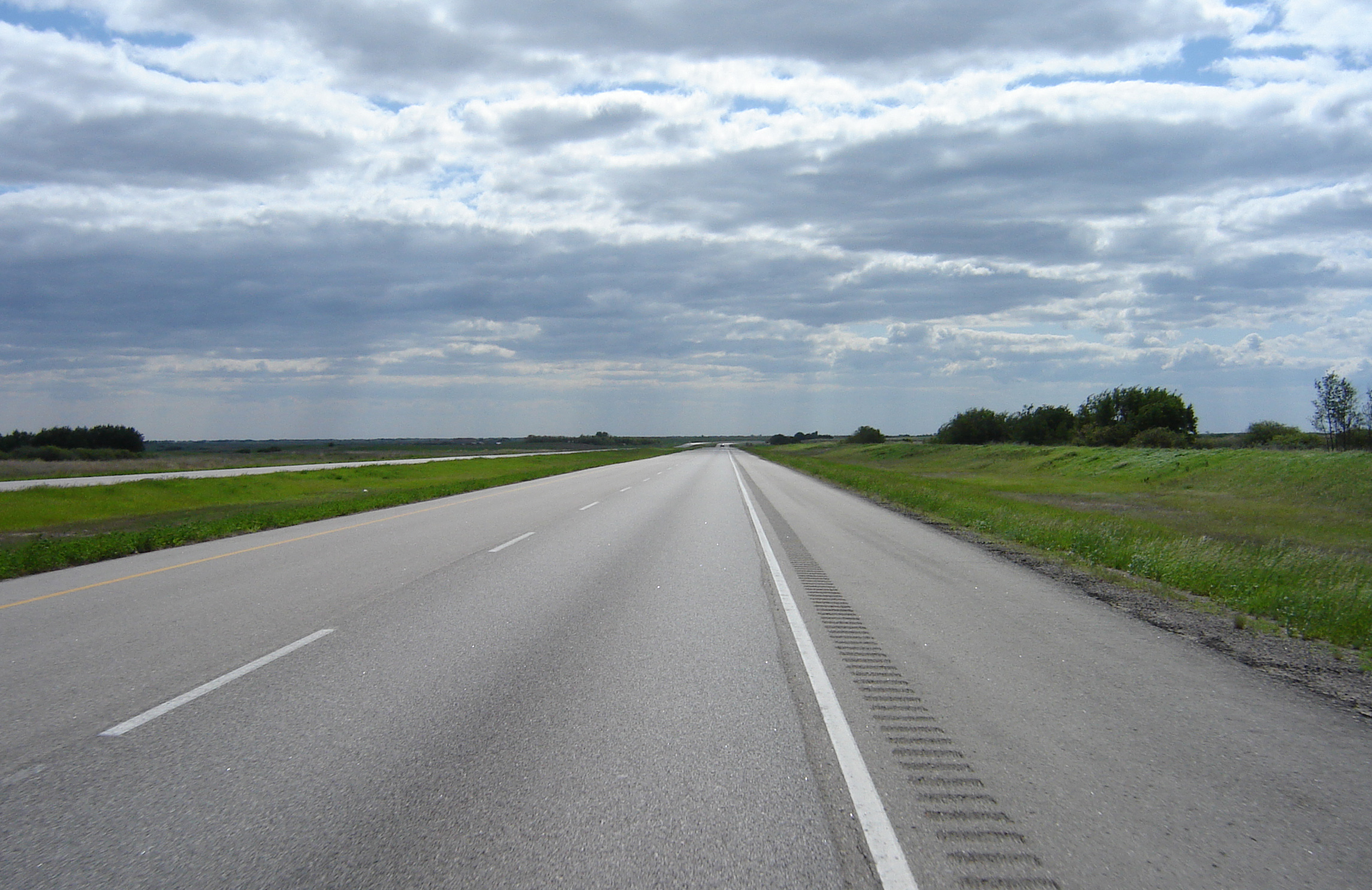
إن كتف طريق ساسكاتشوان السريع 11 في هذه الصورة (الموضح على يمين الخط الأبيض الصلب) واسع بما يكفي لاستيعاب سيارة متوقفة دون إعاقة تدفق حركة المرور في حارات السفر

الكتف، أو الكتف الصلب (بالإنجليزية: shoulder Hard)‏ حارة توقف للطوارئ عند حافة طريق أو طريق سريع، على الجانب الأيمن في البلدان التي تقود على اليمين، أو على الجانب الأيسر في الهند واليابان والمملكة المتحدة وأستراليا و الدول الأخرى التي تقود على اليسار. يوجد العديد من الطرق السريعة الأمريكية والسويدية لديها أكتاف على جانبي كل مسلك طريق، في الفاصل الأوسط وفي الأطراف الخارجية للطريق، وذلك للمزيد من الأمان. الأكتاف ليست مخصصة لاستخدام حركة المرور فيها على الرغم من وجود استثناءات لهذه القاعدة.

## الغرض
الغرض الأول من بناء الكتف هو أنه في حالة الطوارئ أو الأعطال، يمكن للسائق أن ينسحب إلى الكتف للخروج من تدفق حركة المرور والحصول على درجة أكبر من الأمان.

## استخدامات أخرى
- قد تستخدم سيارات الطوارئ مثل سيارات الإسعاف وسيارات الإطفاء وسيارات الشرطة الكتف لتجاوز الازدحام المروري.
- قد تتيح إدارة حركة المرور النشطة [الإنجليزية]، والتي تستخدم على الطرق متعددة الحارات والمزدحمة، «السير على الكتف الصلب» بسرعات منخفضة خلال فترات الازدحام المروري.
- في بعض الأماكن، قد يتم توفير «كتف جانبي للحافلة» يسمح لخدمات الحافلات بالمرور بجانب حركة المرور المتوقفة.
- توفر الأكتاف المعبدة مساحة إضافية في حالة احتياج سائق السيارة إلى اتخاذ إجراءات المراوغة (مثل تجنب سائق يسير في اتجاه خاطئ [الإنجليزية]) أو يحتاج إلى استعادة السيطرة على سيارته قبل حدوث تصادم على الطرق الوعرة [الإنجليزية] .
- في بعض المناطق الريفية التي لا توجد بها أرصفة مشاة، قد يُسمح للمشاة وراكبي الدراجات بالمشي أو السير على الأكتاف.
- على الطرق المتعرجة، تضع الأكتاف المزراب بعيدًا عن حارات السفر مما يقلل من خطر التخطيط المائي، ويقلل من رش ورذاذ مياه الأمطار على المشاة يستخدمون الرصيف المجاور.
- تقوم الأكتاف المعبدة بنقل المياه بعيدًا عن الطريق قبل أن تتمك ن من التسلل إلى قاعدة الطريق الفرعية، مما يزيد من العمر المتوقع لسطح الطريق.
- تساعد الأكتاف على توفير الدعم الهيكلي الإضافي للطريق.
- عندما يحتاج سائقو الشاحنات إلى النوم ولا توجد أماكن لوقوف المركبات في محطات الشاحنة ومناطق الراحة، إما بسبب عدم وجود مثل هذه المرافق في مكان قريب أو لأن جميع أماكن وقوف المركبات شبه مملوءة، فقد ينسحب السائقون إلى كتف الطريق السريع وينامون في مقصورة الشاحنة.
- في بعض البلدان، لا يُحظر وقوف السيارات في الأكتاف بموجب القانون، وعادةً ما يستخدمها جامعو الفطر والتوت في الطرق التي تمر عبر الغابة.

## الخصائص العامة

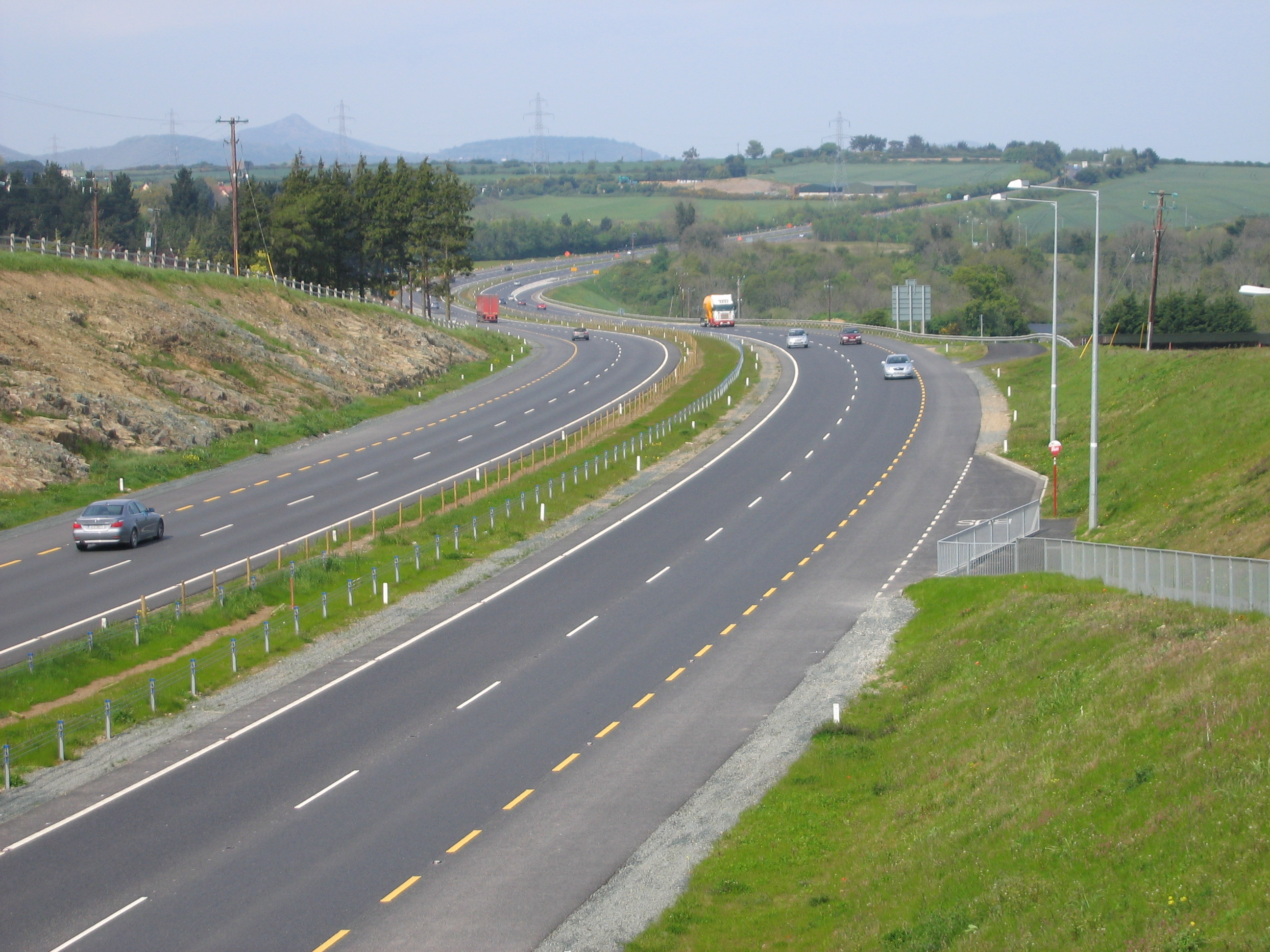
في أيرلندا، ترسم الخطوط الصفراء المتقطعة للأكتاف الصلبة على الطرق غير السريعة، كما يُرى على طول هذا الطريق المزدوج على الطريق الوطني رقم 11 في ايرلاندا

الكتف عادة ما يكون أضيق قليلاً من حارة المرور. في بعض الحالات، خاصة على الطرق الريفية القديمة، يتم تقوية الأكتاف الموجودة في البداية بالحصى بدلاً من رصفها بالإسفلت أو الخرسانة. في بريطانيا، يتم الآن رصف أكتاف الطرق السريعة، لكن لا تزال تُعرف باسم «الأكتاف الصلبة». بالمقارنة معها، في بعض الأحيان، كانت الأكتاف القديمة والحصوية تسمى الأكتاف اللينة. نظرًا لأن السطح المعبّد ينتهي عند هذه النقطة، فإنها تكون أقل أمانًا إذا كانت هناك حاجة لاستخدامها في عمليات الطوارئ. والجدير بالذكر أن قسم طريق أونتاريو السريع 401 [الإنجليزية] بين وندسور ولندن كان له أكتاف لينة ذات منحدر حاد مما يتسبب في انقلاب المركبة بسهولة في حالة إذا انحرف السائقون عن طريق الخطأ من القسم المعبّد من الطريق ثم قاموا برد فعل مفاجئ بعد ملامستهم السطح المليء بالحصى. في الممارسات الحديثة يتم بناء الأكتاف المرصوفة والمستمرة كلما أمكن ذلك.
تشجع الإدارة الفيدرالية للطرق السريعة [الإنجليزية] في الولايات المتحدة وضع حافة أمان مائلة ب30 درجة في نهاية حافة الرصيف لضمان السلامة بحيث يكون سائق الذي يسير على حافة الطريق أكثر قدرة على التحكم في المركبة أثناء محاولة التوجيه للرجوع إلى الطريق المعبد. تعتبر حافة الأمان فعالة على الطرق التي يكون فيها الكتف ضيقًا أو غير موجود.
لتوفير المال، غالبًا لا يكون الكتف مرصوفًا بنفس سمك حارات المرور، لذلك يتدهور بسرعة إذا استخدمته السيارات بانتظام كحارة مرور عادية، في بريطانيا، يمكن أن يسمح بالسير على الكتف أثناء أشغال الطرق،ولذالك أصبح إنجاز الكتف بالعمق الكامل(مماثل لحارات المرور) أمرًا قياسيًا الآن. في بعض مناطق المترو، تسمح سلطات الطرق أيضًا باستخدام الأكتاف كممرات في فترات الذروة. ومع ذلك، غالبًا ما يتلقف الكتفين خارج المناطق الحضرية أجزاء مختلفة من حطام الطرق [الإنجليزية] التي يمكن أن تجعل القيادة هناك أقل أمانًا.
قد ينحرف أحيانًا السائقون إلى الكتف عندما يتم تجاوزهم بواسطة السيارات المارة الأخرى، خاصة على الطرق المؤلفة من حارتين. ومع ذلك، فإنه من غير الآمن للغاية، وفي معظم الولايات يعتبرغير قانوني، إساءة استخدام الكتف من خلال ترك السيارات المارة القريبة من مركز الطريق باجتيازهم.
على الطرق القديمة، قد يختفي الكتف لمسافات قصيرة، بالقرب من المخارج أو عند المرور عبر أو تحت الجسور أو الأنفاق حيث يُعتقد أن توفير الاموال والإنقاص من التكلفة يفوق مزايا السلامة التي توفرها الاكتاف. بعض الطرق لها اكتاف ضيقة للمسافات الطويلة. هذا يجعل من الصعب على المركبات الكبيرة أن تنسحب إلى الكتف الصلب كاملة.
مثال على هذه الظاهرة طريق جينغ جينتانغ السريع [الإنجليزية] في شمال شرق الصين الذي لديه كتف بعرض 2.4 متر (7.9 قدم) فقط فهو اذن غير واسع بما يكفي لبعض المركبات إذا اخذنا بعين الاعتبارعرض الحارة المعياري في الولايات المتحدة والمملكة المتحدة هو 12 قدم (3.7 م). ونتيجة لذلك، لا يتمكن بعض سائقي المركبات من الخروج بشكل كامل من الخط الرئيسي عندما يحتاجون النسحاب والركن، لذلك ينتهي بهم المطاف بجزء من المركبة في منتصف حارة أقصى اليمين وجزء فقط على الكتف. والنتيجة النهائية هي، في كثير من الأحيان، ازدحام مروري وأحيانًا تصادم.

## كتف الحافلات للتجاوز
في بعض القرارات الرسمية في الولايات المتحدة وكندا، يُسمح للحافلات بالسير على الكتف لتجاوز الاختناقات المرورية، والتي تُسمى كتف الحافلات فقط أو كتف الحافلات للتجاوز (BBS)؛ مصطلح «حارة كتف الحافلات فقط» غير صحيح من الناحية الفنية والقانونية.
في أونتاريو، تم توسيع الطريق السريع 403 بالأكتاف ما بين شارع هورونتاريو وإيرين ميلز باركواي في عام 2003 بحيث يخدم هدفا مزدوجا فيستعمل كحارات للحافلات وممرا للحوادث. في مينيابوليس سانت. بول بمنطقة مينيسوتا، تم تخصيص أكثر من 270 ميلا من الأكتاف لاستخدامها من طرف الحافلات. تم تخصيصا كتفي الطريق رقم 9 حافلة النقل السريع [الإنجليزية] في وسط نيو جيرسي [الإنجليزية] للاستخدام الحصري للحافلات خلال ساعات الذروة.  طول حارات الحافلات تمتد لمسافة 3 أميال (4.83 كم) هي الجزء الأول من مخطط العشرين ميل (32 كم) المزمع انجازها لمشروع حافلة النقل السريع في ولاية نيو جيرسي.
في منطقة سياتل، يُسمح لحافلات ركاب كومينيتي ترانزيت [الإنجليزية] و ساوند ترانزيت اكسبريس [الإنجليزية] باستخدام أكتاف الطريق السريع 5 في واشنطن [الإنجليزية] والطريق السريع 405 في واشنطن [الإنجليزية] في قطاعات صغيرة في مقاطعة سنوهوميش كجزء من مشروع تجريبي يهدف إلى تقليل من رحلات الحافلات المتأخرة.

## استخدام خلال فترة الذروة من طرف جميع المركبات

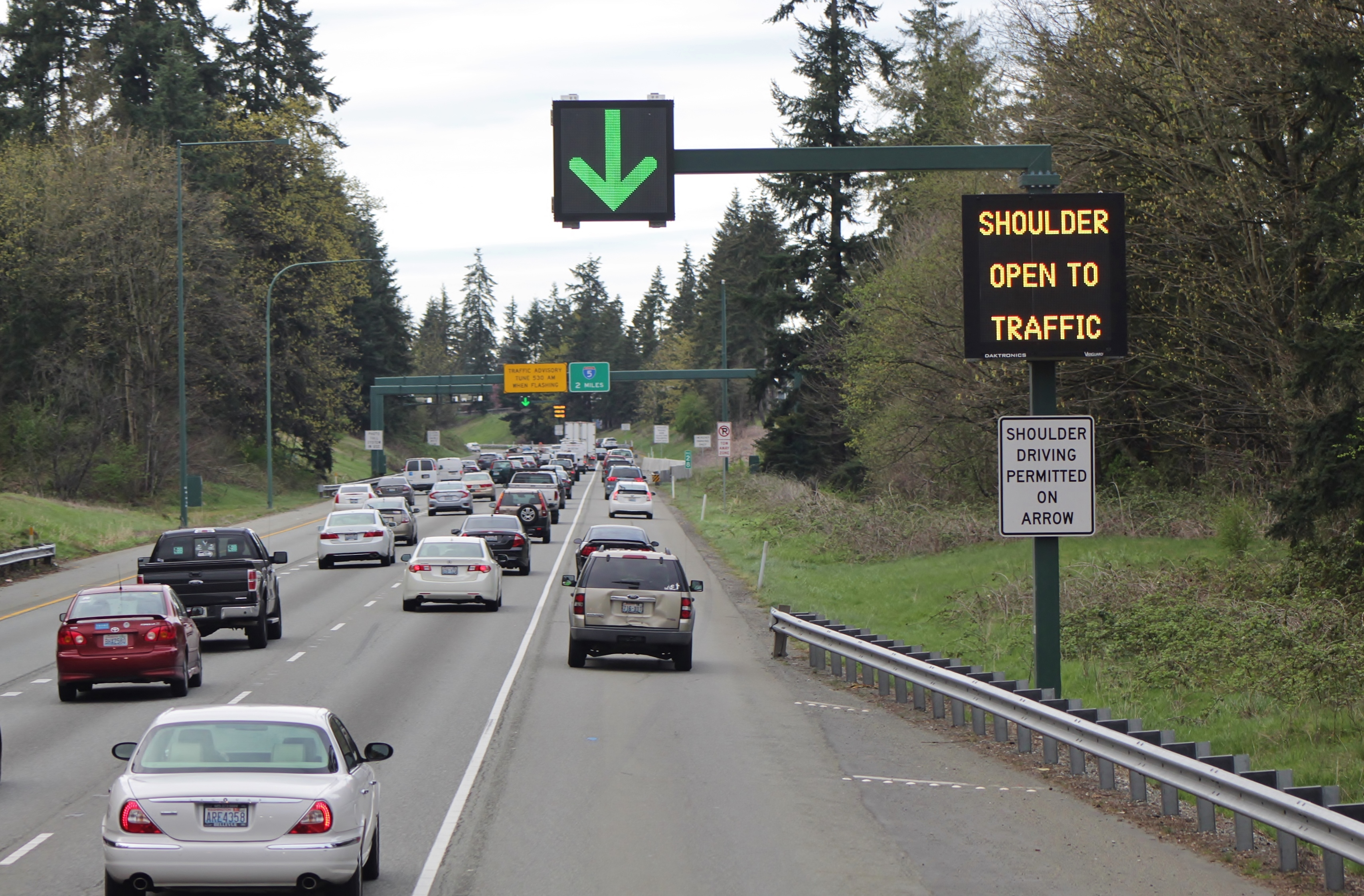
حارة الكتف التي تسيطر عليها علامة على الطريق السريع 405 بالقرب من سياتل، واشنطن، الولايات المتحدة

## روابط خارجية
- إشارات المرور حول الكتفين
- الوفيات في ممرات الطوارئ - صحيفة وقائع نظام معلومات المحققين الوطنيين (NCIS)، يناير 2011